# Spuk am Tor der Zeit
Spuk am Tor der Zeit ist der Abschluss der Trilogie um die Mumie von Roggelin. Die Kinderserie aus der Spuk-Reihe von Günter Meyer ist damit die Fortsetzung von Spuk im Reich der Schatten.

## Handlung
Der zwölfjährige Marco eilt voller Vorfreude zu seinem ersten Rendezvous. Treffpunkt ist die Familiengruft der Ritter von Kuhlbanz. Das Mädchen aber macht sich lustig über Marco und gibt ihm einen Korb. Traurig und allein gelassen, entdeckt er einen Zeittunnel, der ihn in die Vergangenheit führt. Im Dorf Roggelin des Jahres 1766 wird er einige Male mit einem anderen Jungen, Wilhelm,  verwechselt. Als er Wilhelm begegnet stellt er eine enorme Ähnlichkeit fest und vermutet in ihm einen Vorfahren und nennt Wilhelm kurzerhand Urururgroßvater.   Zusammen mit Wilhelm kehrt Marco in die Gegenwart zurück – und hier entwickelt sich ein amüsantes Verwechslungsspiel. Bei einer seiner nächsten Reisen in die Vergangenheit stellt Marco fest, dass seine heimliche Flamme Marie an Lungenentzündung leidet und mit moderner Medizin sicher geheilt werden kann. Während Wilhelm im 21. Jahrhundert ein großes Chaos anrichtet, reist Marco zusammen mit seinem Cousin Christian ins 18. Jahrhundert und versucht, Maries Leben zu retten.

## Episoden
1. Das Tor in der Zeit
2. Das große Spiel
3. Schmetterlinge im Heu
4. Baum der Erinnerung

## Hintergrund
Im dritten und letzten Teil dieser Spuk-Reihe wird die Legende um „Ritter Kahlbutz“ weitergesponnen. Wie auch die vorangegangenen zwei Teile Spuk aus der Gruft und Spuk im Reich der Schatten lief diese Verfilmung als 90-minütiger Spielfilm und 4-teilige Miniserie.

## DVD-Veröffentlichung
Bei Icestorm Entertainment erschienen Spuk aus der Gruft, Spuk im Reich der Schatten und Spuk am Tor der Zeit im Jahr 2010 als Trilogie zusammen in einer Box.